# ميغيل غارسيا زونيغا
ميغيل غارسيا زونيغا (بالإسبانية: Miguel García Zúñiga)‏ (11 أغسطس 1971 بغوادالاخارا في المكسيك - ) هو مدرب كرة قدم ولاعب كرة قدم مكسيكي في مركز الدفاع. لعب مع نادي غوادالاخارا.